# Letheobia leucosticta
Letheobia leucosticta är en ormart som beskrevs av Boulenger 1898. Letheobia leucosticta ingår i släktet Letheobia och familjen maskormar. Inga underarter finns listade i Catalogue of Life.
Denna orm förekommer i Liberia och kanske i Guinea. Det är inget känt om populationens storlek, artens levnadssätt och möjliga hot. Troligtvis lägger honor ägg. IUCN listar arten med kunskapsbrist (DD).